# Sarah Winnemuca
Sarah Winnemucca (1844–1891) fue una activista social, educadora y escritora estadounidense. Realizó numerosos discursos en la costa este de los Estados Unidos en favor de mejorar las condiciones sociales de los nativos del país.  

## Primeros años
Originaria de la tribu paiute del noroeste de Nevada, fue bautizada como Thocmetony (nombre nativo de la flor Chelone). Su abuelo, el jefe Truckee, colaboró con los militares de la nación para combatir la presencia mexicana en California. Su padre, el jefe Winemucca, por el contrario, prevenía a su pueblo de relacionarse con los colonos de piel blanca. Sin embargo, gracias al jefe Truckee pudo estudiar en una escuela mormona en Genoa, logrando dominar, a los catorce años, los idiomas inglés, español y tres dialectos nativos. Pero, debido a problemas de discriminación, retornó a su hogar en dos ocasiones. A los dieciséis años trató de ingresar junto a su hermana a una escuela en San José, California, pero no fueron admitidas.

## Labores de intérprete
A medida que pasó el tiempo, su gente fue confinada en reservas debido a la incesante migración proveniente del este del país. Desde 1866 a 1875 Sarah trabajó como intérprete para el ejército. En esos años contrajo matrimonio con el teniente E. C. Bartlett, el cual terminó debido al mal genio del militar. A medida que su pueblo era objeto de la mala administración gubernamental, decidió emprender una serie de discursos en Washington D. C., pero fue interrumpida por la guerra Bannock de 1878, donde sirvió de traductora para la armada. En esta refriega salvó la vida de su padre a manos de nativos hostiles, al trasladarse ambos a través de terrenos escabrosos por tres días.

## Obra y discursos
En 1880 logró entrevistarse con el mismo presidente de la nación, Rutherford B. Hayes, y con otros funcionarios de los cuales solo recibió promesas para mejorar las condiciones de su gente. A pesar de todo, continuó una serie de discursos entre 1883 y 1884 en el este del país con la ayuda de Elizabeth Peabody. Asimismo, en esa travesía conoció a Ralph Waldo Emerson. En total realizó más de 300 conferencias. Sarah también dedicó su tiempo a educar a los niños de su etnia, pues abrió una escuela bilingüe en la localidad de Lovelock, Nevada, donde se enseñaba el lenguaje nativo e inglés. En el año 1883, con la ayuda de Peabody, fue publicado un libro de su autoría: Life Among the Paiutes: Their Wrongs and Claims, el primero en ser creado por una nativa. En la obra deja sus impresiones desde el punto de vista de los amerindios acerca de la colonización de sus tierras. Después de romper su matrimonio con su entonces esposo, el teniente Lewis H. Hopkins, fue a vivir con su hermana en Idaho. A la edad de 47 años murió, probablemente, de tuberculosis. 